# Ficus ampulliformis
Ficus ampulliformis är en mullbärsväxtart som beskrevs av Edred John Henry Corner. Ficus ampulliformis ingår i släktet fikonsläktet, och familjen mullbärsväxter. Inga underarter finns listade i Catalogue of Life.